# Lüftung

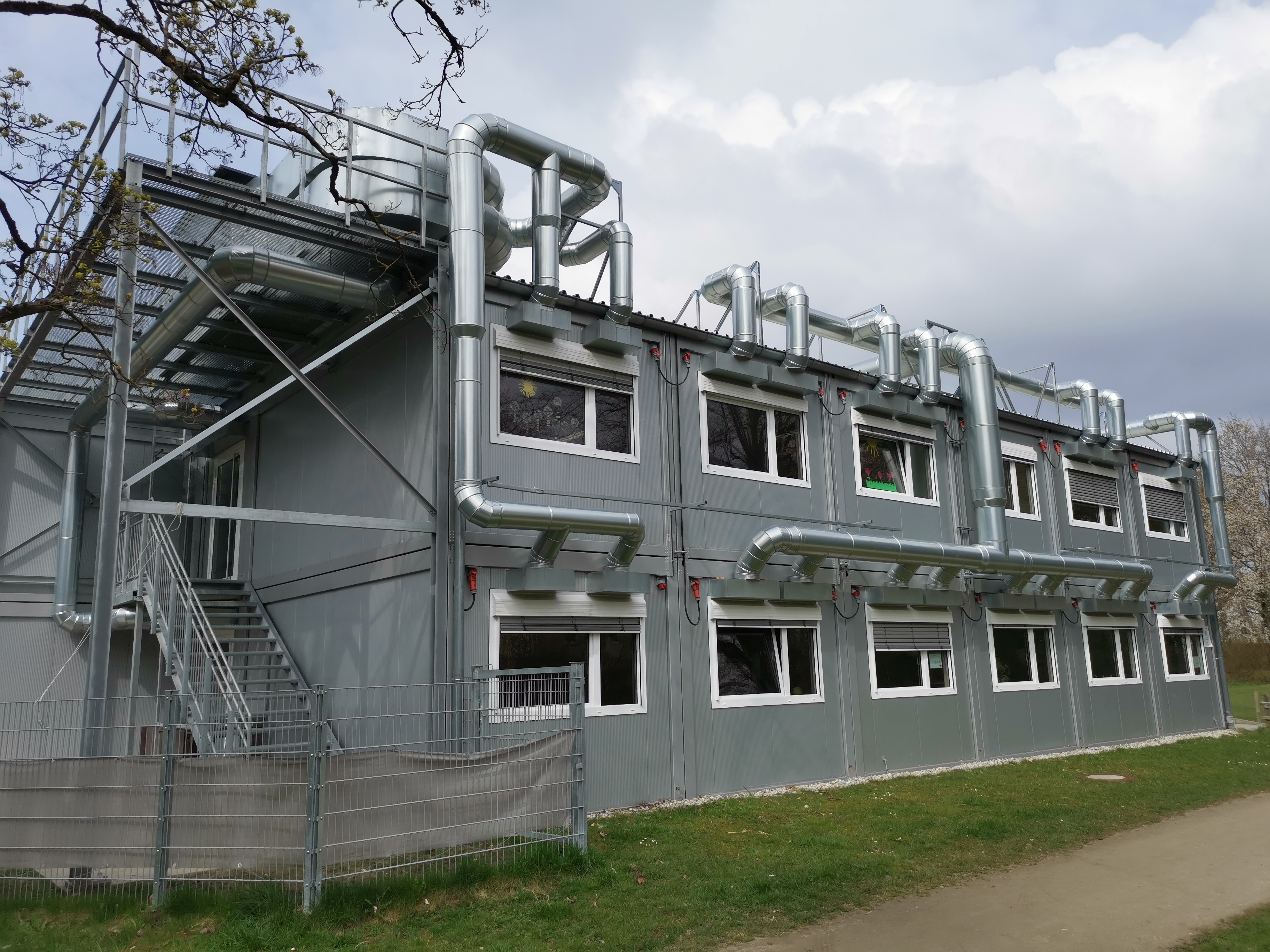
Während der Covid-Pandemie 2020/21 extern montierte Belüftungsanlage des Kindergartens St. Thomas Morus, Mittersendling

Lüftung oder Lüften bezeichnet die Erneuerung der Raumluft durch den Austausch von Luft zwischen Außen- und Innenräumen in Bauwerken. Der häufigste Grund für das Lüften von Räumen ist die Abführung unerwünschter Stoffe aus der Innenraumluft.
Der Luftwechsel durch Öffnungen kann auf natürliche Weise durch thermische Konvektion und Winddruck oder durch maschinelle Lüftung erfolgen. Zur Auslegung des zum Anwendungsfall passenden Mindestluftwechsels können verschiedene Normen und Richtlinien herangezogen werden. Die Art und Effizienz der Lüftung bestimmen maßgeblich die Behaglichkeit der Raumnutzer (insbesondere bei besonders hohen oder niedrigen Außentemperaturen) sowie den Energieverbrauch von Heizungs- und Klimaanlagen.
Mechanische Lüftungsanlagen in Wohngebäuden mit automatisierter Steuerung werden als Kontrollierte Wohnraumlüftung (KWL) bezeichnet.
Siehe auch #Wohnraumlüftung
In Gebäuden ohne zentrale Lüftungsanlage werden verschiedene Möglichkeiten empfohlen, um erhöhte Feuchtemengen abzuführen:
- Bei kurzzeitig erhöhtem Feuchteanfall, etwa bei einer Versammlung von Menschen, beim Kochen oder nach einer heißen Dusche, kann eine Stoßlüftung durchgeführt werden. Hierzu werden entweder die Fenster weit geöffnet oder es wird ein Badezimmer-Lüfter oder eine nach außen geführte Küchenabluftanlage genutzt.
- Eine temporäre Lüftung, etwa durch ein vorübergehendes Ankippen der Fenster, sollte nach mehrstündigem erhöhtem Feuchteeintrag vorgenommen werden. So beispielsweise während oder nach einem längeren Aufenthalt von Personen (z. B. im Schlafzimmer) oder beim Trocknen von Wäsche in der Wohnung. Eine Stoßlüftung würde in diesem Fall lediglich die in der Luft enthaltene Feuchtigkeit abführen, nicht jedoch die in Wänden, Decke und der Wohnungseinrichtung gespeicherte Feuchtigkeit.[1]
- Ein dauerhaft erhöhter Feuchteeintrag, etwa durch Zimmerpflanzen oder ein offenes Aquarium, sollte durch eine Spaltlüftung bzw. Fugenlüftung kompensiert werden. In historischen Gebäuden gab es immer einen ausreichenden Luftaustausch durch Undichtigkeiten der Gebäudehülle und die Kamine der Öfen. In zentralbeheizten Wohnungen mit modernen Fenstern kann aus der Lippendichtung des Fensterflügels (bzw. am Fensterrahmen) jeweils oben und unten ein Stück ausgeschnitten werden. Es können auch Lüftungsdurchlässe im Fensterrahmen oder eine Lüftungsvorrichtung in der Außenwand installiert werden.

Fugenlüftung und Kipplüftung haben den Nachteil, dass sie schwieriger zu steuern sind und die Luftwechselrate stark schwankt, insbesondere in Gegenden mit wechselnden Windverhältnissen. Angekippte Fenster führen im Winter zu einem stark erhöhten Energieverbrauch, wenn die kalte Außenluft über das Thermostatventil des darunter befindlichen Heizkörpers strömt. Diese Thermostatventile sollten beim Lüften vollständig heruntergedreht werden. Sie würden den Heizkörper sonst auf die höchstmögliche Heizleistung einregeln.

## Aufgaben der Lüftung
Aufgabe der Lüftung ist es, die gewünschten Raumluftbedingungen herzustellen. In Abhängigkeit von der Nutzung des Gebäudes erfüllt die Lüftung verschiedene Funktionen:
- Außenluftversorgung, insbesondere zum Ausgleichen des Sauerstoffgehalts der Innenluft,
- Luftreinhaltung durch Abfuhr von stabilen Stoffen wie Kohlendioxid und Tabakrauch sowie von dynamisch anwachsenden und zerfallenden Schadstoffen wie an Aerosolpartikel gebundene Viren, Bakterien oder Radioisotope,[2]
- Abfuhr von Wärme (thermischer Last),
- Abfuhr von Feuchtigkeit (Feuchtelast),
- Verbrennungsluftzufuhr in Räumen mit Ofen, Kamin oder Gasgeräten, die auf eine Verbrennungsluftzufuhr aus dem Aufstellraum angewiesen sind,
- Schutzdruckhaltung, z. B. im Reinraum mit Überdruck oder im Sicherheitslabor mit Unterdruck.

Wenn über die reine Lüftungsfunktion hinaus auch die Temperatur und Feuchte der zugeführten Luft aktiv reguliert werden, spricht man von einer Klimatisierung.

### Kohlendioxid
Die Voraussetzung aeroben Lebens ist molekularer Sauerstoff (O2). Im Gegenzug zur Aufnahme von Sauerstoff wird von den Lebewesen Kohlenstoffdioxid (CO2) produziert. Menschen empfinden in diesem Zusammenhang eine erhöhte CO2-Konzentrationen eher als unangenehm als die entsprechende O2-Abnahme. In den in Deutschland geltenden Technischen Regeln für Arbeitsstätten heißt es hierzu: „Erfahrungsgemäß hat eine erhöhte CO2-Konzentration einen negativen Einfluss auf die Aufmerksamkeitsleistung.“ Als obere Grenze, bis zu der keine Maßnahmen notwendig sind, wird in diesem Dokument (ASR A3.6.) eine CO2-Konzentration von 1000 ppm genannt. Dieser Grenzwert wurde schon von Max von Pettenkofer vorgeschlagen und heißt nach ihm die „Pettenkofer-Zahl“.
Die CO2-Konzentration lässt sich messtechnisch erfassen. Messgeräte können maschinelle Lüftungsanlagen entsprechend regeln oder über ein Display den Nutzer an die Notwendigkeit einer manuellen Lüftung erinnern. Eine Alternative hierzu bietet eine kostenfrei erhältliche CO2-App der IFA. Diese verspricht, die CO2-Konzentration in Räumen zu berechnen. Die App basiert nach Angaben der IFA auf den Ergebnissen einer Studie zur CO2-Messung in Schulen und ist auch im Bürobereich einsetzbar. Die Beschreibung der App nimmt auch Bezug auf die in der ASR A3.6 benannten Grenzwerte.

### Luftfeuchtigkeit
Durch Wassereintrag über die Luft kann die Bausubstanz beschädigt werden. Zudem kann es durch Schimmelpilze zur gesundheitlichen Beeinträchtigung der Raumnutzer kommen. Im Regelfall besteht die Gefahr von Schimmelbildung, wenn die Luftfeuchte lokal über einen längeren Zeitraum bei 80 % oder darüber liegt. Ausnahmen bilden Räume mit spezieller Nutzung wie zum Beispiel Dampfbäder oder Schwimmhallen. Ein anderes Problem ist eine zu geringe Feuchtigkeit in der Luft, die ebenso zur Beeinträchtigung der Behaglichkeit und der Gesundheit der Raumnutzer führen kann. Daher sollte die Luftfeuchtigkeit in von Menschen genutzten, konventionellen Bauwerken in engen Grenzen gehalten werden.
| Nutzung     | relative Luftf. [%] | Temp. [°C] |
| ----------- | ------------------- | ---------- |
| Wohnräume   | 40–60               | 20–22      |
| Büroräume   | 50–60               | 20         |
| Hörsäle     | 60                  | 20         |
| Gaststätten | 55                  | 20         |

Der Körper eines nicht körperlich tätigen, erwachsenen Menschen gibt stündlich 35 bis 40 g Wasser über den Atem und die Haut an die Raumluft ab, also knapp einen Liter pro Tag. Beim Trocknen von 4,5 kg geschleuderter Wäsche kann von einer Feuchtigkeitsabgabe von 1 bis 1,5 Liter Wasser ausgegangen werden. Durch ein warmes (Dusch-)Bad entsteht pro Person und Tag etwa 0,5 bis 1 Liter Wasserdampf. Ungefähr die gleiche Menge kommt beim Kochen und Backen sowie durch die Verdunstung von Zimmerpflanzen jeweils noch einmal dazu. In einem Vierpersonenhaushalt werden so täglich insgesamt rund 8 bis 15 Liter Wasser an die Raumluft abgegeben.
Da kalte Luft weniger Feuchtigkeit aufnehmen kann als warme, ist der Feuchtigkeitsgehalt von kalter Außenluft niedriger als derjenige der Innenluft (auch wenn die relative Luftfeuchtigkeit gleich hoch sein sollte). Je kälter die Außenluft, desto trockener ist sie also und kann entsprechend große Feuchtigkeitsmengen aufnehmen, wenn sie beim Lüften auf die warme Raumluft trifft. Diesen Zusammenhang stellt das sogenannte hx-Diagramm graphisch dar. Es wird zur Ermittlung des Sättigungsgrades der Luft mit Feuchtigkeit herangezogen und zeigt dem Planer, welchen Wassergehalt die Luft bei welcher Temperatur aufnehmen kann.

## Natürliche Lüftung
Wenn nicht der Wind die treibende Kraft der natürlichen Lüftung ist, beruht diese auf der natürlichen Konvektion und wird auch als freie Lüftung bezeichnet. Der Luftaustausch erfolgt dabei durch Öffnungen (Undichtigkeiten, also Fugen in der Gebäudehülle, geöffnete Fenster oder spezielle Lüftungsöffnungen wie z. B. Außenluftdurchlasselemente und Dachaufsätze) im Gebäude. Den Antrieb für die freie Lüftung liefern Druckdifferenzen infolge der Umströmung des Gebäudes durch Wind und Dichteunterschiede der Luft infolge von Temperaturdifferenzen.
Nachteilig ist, dass die freie Lüftung sich nicht ohne weiteres dem Bedarf anpassen lässt und dass Winde und kalte Außentemperaturen den Luftwechsel unnötig vergrößern. Im Rahmen einer kontrollierten natürlichen Lüftung können diese Einflüsse berücksichtigt und kompensiert werden.

### Fensterlüftung

Piktogramm der AHA-Formel zur Verringerung des Infektionsrisikos

Unter Fensterlüftung versteht man den durch Öffnen von Fenstern hervorgerufenen Luftaustausch. Zum Wohlbefinden in Wohngebäuden und sonstigen Aufenthaltsräumen trägt ein direkter Außenbezug ebenso bei wie der Einfluss der Nutzer auf die Frischluftzufuhr durch öffenbare Fenster.
Zur Vermeidung von Energieverlusten ist sicherzustellen, dass die Luftwechselrate einfach zu kontrollieren ist. Bei der früher üblichen Fugenlüftung durch undichte Fenster und Türen und andere kleinere Öffnungen in der Gebäudehülle war dies kaum möglich. Sind die Fenster dicht, erfordert das Lüften durch wiederholtes und zeitlich angepasstes Öffnen der Fenster viel Aufmerksamkeit. Im Winter lassen sich Unbehaglichkeiten durch einströmende Kaltluft oft nicht vermeiden.
Je nach räumlicher Situation können sich Umwelteinflüsse – wie etwa Verkehrslärm, Wind oder Luftverschmutzung – unangenehm bemerkbar machen, wenn die Lüftung durch das Öffnen der Fenster geschieht.
In der kalten Jahreszeit lassen sich insbesondere bei einfach verglasten und älteren Wärmeschutzfenstern Notwendigkeit bzw. Erfolg der Lüftungsmaßnahmen am Auftreten von Kondensat am Rand der Fensterscheibe ablesen. An heißen Sommertagen sollte sich der Luftwechsel tagsüber auf das hygienisch erforderliche Maß beschränken, um die Räume kühl zu halten. Der Eintrag von Straßenlärm kann durch Kastenfenster, eine vorgesetzte Doppelfassade oder durch schallgedämmte Lüftungsöffnungen vermindert werden.

#### Stoßlüftung
Eine möglichst intensive Durchlüftung der Räumlichkeiten über einen kürzeren Zeitraum – die sogenannte Stoßlüftung (engl. impact ventilation) – wird häufig als sehr energiesparende und gesunde Möglichkeit empfohlen, um Gebäude ohne mechanische Lüftungsanlage bei hohen Temperaturdifferenzen zwischen der mittleren Raumlufttemperatur und der Umgebungstemperatur zu belüften.
Die lokale Lüftungseffektivität mit Fenstern oder Türen ist mit von der Stellung der Flügel in der Öffnung abhängig, also dem sich einstellenden Strömungsmuster der Öffnungen. Das Strömungsmuster im Raum und somit die globale Lüftungseffektivität lassen sich durch eine Querlüftung, also das Öffnen von zwei gegenüberliegenden Öffnungen, weiter verbessern.
Die Vorteile der Stoßlüftung:
- Mit dem voll geöffneten Fenster kann ein etwa 90 % größerer Luftwechsel gegenüber einem angekippten Fenster erreicht werden.[16]
- Im Verlauf des Luftaustauschs kühlt sich die Raumluft merklich ab. Durch Luftbewegung, Temperaturwechsel und die eintretende Frischluft ist intuitiv erkennbar, wann die Stoßlüftung beendet werden kann.
- Unmittelbar nach dem kurzzeitigen Luftaustausch wird die Lüftung beendet. Der Energieaustausch ist gering. Die Temperaturdifferenz von der Frischluft zur Innenluft kann bei Bedarf durch die Klima- oder Heizungsanlage in kurzer Zeit wieder ausgeglichen werden.
- Durch die begrenzte Lüftungsdauer wird eine spürbare Abkühlung der Fensterlaibung sowie der Umfassungsflächen vom Raum vermieden.[16]
- Durch die stärkere Luftbewegung wird auch die Luft in sonst weniger intensiv belüftbaren Raumecken sowie hinter Vorhängen und Möbeln (teilweise) ausgetauscht.[17]

Nachteile:
- Bei größerem Feuchtigkeitsaufkommen in Bad und Küche sowie etwa beim Wäschetrocknen wird Feuchtigkeit aus der Raumluft in Wänden, Decken und im Mobiliar zwischengespeichert. Um diese Feuchtigkeit abzuführen, ist eine wiederholte Stoßlüftung im Abstand von mindestens einer halben Stunde erforderlich.
- Die regelmäßig durchgeführte Stoßlüftung bedarf eines größeren manuellen Aufwands. Alternativ kann die Stoßlüftung nach Bedarf ausgeführt werden. Dies erfordert jedoch Aufmerksamkeit, um die erhöhte Raumfeuchtigkeit wahrzunehmen.

Der Entstehung von Schimmel kann durch häufiges, kurzes Lüften zuverlässig vorgebeugt werden. Je öfter die Fenster kurz geöffnet werden, desto besser gelingt es, die Wände zu entfeuchten und trocken zu halten. Besonders bauphysikalisch kritische Konstruktionen (z. B. Innendämmung oder ausgebaute Dächer mit ungenügender Hinterlüftung der Dämmung bzw. mangelhafter Dampfbremse) lassen sich so in der kalten Jahreszeit vor dauerhafter Durchfeuchtung bewahren.

#### Spaltlüftung und einstellbare Lüftungsöffnungen im Fenster
Eine weitere Möglichkeit, Energieverluste beim manuellen Lüften zu minimieren, besteht in der an den Bedarf angepassten Spaltlüftung oder der Verwendung von einfachen einstellbaren Lüftungvorrichtungen. Hierbei kommt es darauf an, Fensterflügel oder Lüftungsvorrichtung gerade nur so weit zu öffnen, dass ein hygienischer Luftaustausch gewährleistet ist und zugleich genügend Feuchtigkeit aus dem Gebäude befördert wird, um eine Auffeuchtung der Räume zu vermeiden.
Durch Spaltlüftung kann auch durch eine Havarie oder aufsteigende Bodenfeuchte durchnässte Bausubstanz über einen längeren Zeitraum nachhaltig ausgetrocknet werden. Da die in massiven Bauteilen wie Wänden und Decken enthaltene Feuchtigkeit nur langsam an die Oberfläche tritt, wäre andernfalls eine zu allen Tageszeiten regelmäßig durchgeführte manuelle Stoßlüftung erforderlich.
Problematisch kann es sein, den jeweiligen Bedarf zu erkennen und die Öffnungsweite der Lüftungsöffnungen entsprechend zu justieren. Einstellbare Feststellmechanismen helfen bei der Arretierung des nur leicht angekippten Fensterflügels, sind jedoch in Deutschland noch wenig verbreitet. Um kurzfristig entstehende Feuchtigkeitsmengen (etwa beim Baden, Duschen, Kochen und Wäschetrocknen) abzuführen, empfiehlt es sich, zusätzlich zur Spaltlüftung fallweise auch Stoßlüftungen durchzuführen. Der Luftdurchsatz der Spaltlüftung kann dann auf das hygienisch wünschenswerte Minimum eingestellt werden.
Da sich der Luftdurchsatz durch die Luftdruckunterschiede bei fallenden Außentemperaturen erhöht, sollte die Weite der Lüftungsöffnungen saisonal entsprechend variiert werden. Einen großen Einfluss auf den Luftdurchsatz hat auch die Windgeschwindigkeit. Zum Einbau in Fensterrahmen oder in die Außenwand werden Lüftungsvorrichtungen angeboten, welche die Lüftungsöffnung bei erhöhtem Winddruck automatisch verringern. Sofern die regelmäßige Reinigung und Wartung des Mechanismus sichergestellt werden kann, sind diese Vorrichtungen der einfachen Spaltlüftung vorzuziehen.
Die klassische Spaltlüftung besteht darin, die Öffnungsweite des Fensterflügels auf das jeweils nötige Maß zu beschränken. Um den Eintritt von Regenwasser zu vermeiden, wird dafür in der Regel die Kippstellung des Fensters gewählt. Bei geringer Öffnungsweite oder bei wenig exponierten Fenstern (abgewandt von der vorherrschenden Windrichtung oder unter Dachüberhängen o. ä. angeordnet) kann der Flügel jedoch auch in üblicher Weise geöffnet und fixiert werden.
Als einfachste Maßnahme bietet es sich oft an, einen Holzkeil oder Pappe zwischen Flügel und Rahmen zu klemmen, um den Fensterflügel in der gewünschten Stellung zu halten und den Luftdurchsatz somit kontrollieren zu können. Alternativ kann ein Gummizug zwischen Fensterflügel und -rahmen angebracht werden, welcher den Fensterflügel gegen einen an geeigneter Stelle in den Falz geschobenen Klotz presst. Eine weniger fein justierbare Arretierung des Flügels wird erreicht, indem eine Schraube von außen in den Rand des Fensterflügels geschraubt, aber nicht ganz versenkt wird; am Fensterrahmen wird ein abgewinkeltes Lochband angeschraubt; der Fensterflügel lässt sich dann in verschiedenen Positionen festsetzen, indem eine der Öffnungen des Lochbands über den Kopf der Schraube geschoben wird.
Es sind eine Vielzahl von Lüftungsvorrichtungen erhältlich, die am Fensterrahmen oder -flügel angebracht werden und eine Regulierung der Luftmenge erlauben. Viele davon können auch nachträglich installiert werden. Eine einfache Lösung besteht z. B. darin, in den Fensterrahmen Lüftungsöffnungen zu bohren, die sich mit einer darüber Klappe oder einem Schieber verschließen lassen. Falls das Fenster mit Gummidichtungen ausgestattet ist, können diese teilweise oder ganz entfernt werden, um eine permanente Spaltlüftung zu erreichen. Der Luftdurchsatz hängt dann von den Spaltbreiten zwischen Fensterflügel und -rahmen ab und lässt sich nicht weiter regulieren. Wenn sich die Dichtungsprofile unbeschädigt aus der Haltenut ziehen lassen, können sie bei kalten Außentemperaturen bei Bedarf auch wieder eingesetzt werden.
Von Nachteil ist die geringe Reichweite der Spaltlüftung, insbesondere wenn kein Durchzug geschaffen wird. Bei Windstille bilden sich im Raum langsam rotierende Luftwalzen, deren Intensität vom Unterschied zwischen Innen- und Außenluft bestimmt wird. Bereiche außerhalb der Luftwalzen werden kaum durchlüftet. Hinter Vorhängen und dicht an der Außenwand stehenden Möbeln kommt es eher zu Schimmelbefall.

### Schachtlüftung (ohne Ventilator)
Vom späten 19. bis ins späte 20. Jahrhundert wurden mehrgeschossige Bauten besonders in Großstädten bei hoher Siedlungsdichte oft mit einem oder mehreren Abluftschächten pro Nutzungseinheit ausgestattet, welche im Regelfall über Dach geführt wurden.
Da sich der Luftdurchsatz mit den bei fallenden Außentemperaturen durch die steigende Differenzen des Luftdrucks erhöht, ist eine Regulierung der Öffnungsweite erforderlich, um den Lüftungswärmeverlust zu begrenzen und einen angemessenen Luftwechsel zu erreichen. Eine winterliche Zuluftvorwärmung kann mithilfe einer Doppelfassade sowie durch Wärmetauscher im Zuluftstrom erreicht werden. Zu letzteren zählen auch Erdwärmeübertrager.
Schachtlüftungen wurden in der Vergangenheit oft in größeren Mehrfamilienhäusern und Wohnblocks verwendet. Es sind drei Varianten zu unterscheiden:
- Bei der Berliner Lüftung erfolgte die Zuluftführung über die Nachbarräume durch Tür- und Fensterfugen oder speziell vorgesehene Öffnungen. Der Luftdurchsatz hängt dann insbesondere von der Dichtheit der Fenster und gegebenenfalls vorhandenen Undichtigkeiten in der Gebäudehülle ab. Diese Form der Lüftung ist nach den aktuellen Bestimmungen der EnEV nicht mehr zulässig.[19]
- Bei der Dortmunder Lüftung erfolgt die Zuluftführung von der Fassade aus durch einen Querschacht für jede Wohnung über einen separaten Schacht in den jeweiligen Flur. Aufgrund der Vorwärmung der Luft im Flur ist der Zulufteintritt in den umliegenden Zimmern weniger spürbar. Die angemessene Regulierung des Luftzuges erfordert Aufmerksamkeit der Nutzer.[20]
- Bei der Kölner Lüftung wird die Zuluft ähnlich der Dortmunder Lüftung durch einen eigenen Schacht angesaugt, wird dann allerdings direkt in den zu belüftenden, meist fensterlosen, Raum geleitet. Dies kann zu Zugerscheinungen führen.[21]

Die deutsche DIN 1946-6 macht detaillierte Vorgaben für die Ausbildung von Wohnungs-Lüftungsschächten. Sie sind generell senkrecht zu führen, dürfen aber einmal schräg verlaufen, und zwar in einem Winkel zur Horizontalen von mindestens 60°. Sie müssen zudem leicht zu reinigen und mindestens 140 cm² groß sein. Auch zur Führung über Dach werden genaue Angaben gemacht. Eine weitere deutsche Norm zur Schachtlüftung war die im Dezember 2010 zurückgezogene DIN 18017-1.

### Fugenlüftung
Bis gegen Ende des 20. Jahrhunderts raumluftabhängige Öfen durch Zentralheizungen ausgetauscht und Maßnahmen zur wirksamen Abdichtung der Gebäudehülle getroffen wurden, wurde ein hygienischer Luftaustausch im Winter durch die natürliche Fugenlüftung gewährleistet.
Der Luftwechsel geschah über Undichtheiten in der Gebäudehülle und wurde durch Druckunterschiede zwischen der wärmeren Innenraum- und der kälteren Außenraumluft angetrieben und durch den Schornsteinsog von Feuerstellen und Öfen sowie durch Windeinflüsse verstärkt.
In Gebäuden mit dichten Außenhüllen kann die Fugenlüftung durch eine mehr oder weniger kontrollierbare Spaltlüftung wieder hergestellt werden.

### Dachaufsatz-Lüftung
Unter der Dachaufsatz-Lüftung versteht man die freie Lüftung, die sich durch Aufsätze, kurze Schächte oder ähnliche Entlüftungsöffnungen im Dach von Gebäuden einstellt. Der Antrieb ist wie bei der Schachtlüftung der thermische Auftrieb, der sich durch den Temperaturunterschied zwischen außen und innen ergibt.

## Mechanische Lüftung
Bei der maschinellen oder auch mechanischen Lüftung wird die Luftförderung durch eine Strömungsmaschine angetrieben. In der Fachliteratur wird hierbei zwischen raumlufttechnischen Geräten und raumlufttechnischen Anlagen unterschieden. Als Geräte werden in der Regel steckerfertig verfügbare Raumwärmeaustauscher und Raumstoffaustauscher definiert. Raumlufttechnische Anlagen hingegen umfassen alle Lüftungs-, Teilklima und Klimaanlagen.
Um die Nutzer von der regelmäßigen Kontrolle bzw. Durchführung der manuellen Lüftung zu entlasten, werden auch in Wohngebäuden vermehrt mechanische Lüftungsanlagen mit einer eigenständigen Regelung vorgesehen. Bei einem gesteigerten Bewusstsein über den Energiebedarf von Gebäuden kommt auch den Wärmeverlusten durch manuelle Lüftung vermehrt Aufmerksamkeit zu. Der bei älteren Gebäuden immanente Luftwechsel ist aufgrund der aktuellen Baustandards nicht mehr automatisch gewährleistet.

### Lüftungs- oder Klimaanlagen
In gewerblich genutzten Gebäuden gehören Lüftungs- oder Klimaanlagen meist zur Standardausstattung. Neben den Energieeinsparungen und der einfachen Kontrolle des Raumklimas durch eine präzise Steuerung der Lüftungsfunktion dient die Lüftungsanlage hier häufig auch dazu, einer Schadstoffbelastung der Innenraumluft vorzubeugen. Nach den Vorgaben der EneV 2014 müssen die Anlagen meist über einen Wärmeübertrager eine Wärmerückgewinnung von mindestens 80 % aus der Abluft gewährleisten.

### Dezentrale Lüftungsgeräte
Kann die manuelle Lüftung über Fenster vom Nutzer nicht gewährleistet werden, so bietet sich neben einer zentralen Lüftungsanlage auch der Einbau von dezentralen Lüftungsgeräten mit Wärmerückgewinnung an. Hier wird zwischen regenerativen und rekuperativen Geräten unterschieden. Während bei regenerativen Geräten immer ein paarweiser Betrieb von zwei im Gegentakt reversibel arbeitenden Geräten erforderlich ist, sind beim rekuperativen Gerät alle Luftströme in einem Gerät vereint (Außenluft, Zuluft, Abluft und Fortluft). Quasi ein kleines Zentralgerät, aber ohne Rohrleitungssystem. Außenluft und Fortluft werden kontinuierlich gefördert, statt zyklisch wechselnd, was einem sehr niedrigen Eigengeräusch zugutekommt. Gute Geräte verfügen zudem bereits serienmäßig über einen hohen Schallschutz gegenüber Außenlärm (Bewertete Norm-Schallpegeldifferenz ≥ 50 dB). Während bei reversibel arbeitenden Lüftungsgeräten das Filtervlies wechselseitig von Außenluft und Abluft angeströmt wird, erfolgt bei einem rekuperativen Lüftungsgerät die Luftfilterung für Außenluft und Abluft getrennt voneinander bzw. die Anströmung der Filter nur in eine Richtung. Das ist hygienisch von Vorteil, damit im Luftfilter gebundene Partikel nicht wieder in den Wohnraum zurückgelangen. Beim regenerativen System wird jeder einzelne (Wohn)raum mit mindestens einem Gerät ausgestattet, ein rekuperatives Gerät kann sowohl als Einraum- als auch Mehrraumlösung vorgesehen werden. Bei letztgenannter Lösung können über Kanalanschluss an das Lüftungsgerät z. B. zwei Zulufträume (Wohnen, Büro) und ein Abluftraum (Bad) mit einem Gerät gelüftet werden. Entsprechende Überströmöffnungen zwischen den im Verbund stehenden Räumen sind zu berücksichtigen. Regenerative als auch rekuperative Lüftungsgeräte werden in die Außenwand einer Wohnung oder eines Hauses eingebaut. Die hierfür erforderliche Öffnung kann bereits im Rohbau vorgesehen („Platzhalter“ ist ein spezieller Mauerkasten) oder nachträglich über Kernbohrung(en) berücksichtigt werden. Zusätzlich ist pro Gerät eine Spannungsversorgung von i. d. R. 230 V erforderlich.
Die Höhe der Wärmerückgewinnung dezentraler Lüftungsgeräte steht denen zentraler Lüftungsgeräte kaum nach. Mit guten Geräten sind Werte von über 90 % Wärmebereitstellungsgrad erreichbar. Man sollte hier allerdings auf den korrigierten Wert (ƞ5) achten, wo bereits die Effekte der Wärmeverluste über das Gehäuse, des Frostschutzbetriebes sowie der Volumenstrombalance berücksichtigt sind. Für die energetische Effizienz des dezentralen Lüftungssystems spricht, dass auf ein Rohrleitungssystem und daraus resultierende Energieverluste für den Lufttransport, wie bei zentralen Lüftungsanlagen, verzichtet werden kann.

### Kontrollierte natürliche Lüftung
Die kontrollierte natürliche Lüftung kommt ohne Gebläse aus. Fenster oder andere Öffnungen in der Gebäudehülle werden automatisiert zum Lüften geöffnet und nach einer festgelegten Zeit wieder geschlossen.

## Bedarfsgerechte Wohnraumlüftung
Ein Indikator für eine mangelhafte Lüftung ist die dauerhafte Präsenz von Kondenswasser. Dieses tritt bei einer hohen Differenz zwischen den Innen- und Außentemperaturen an Wärmebrücken wie z. B. dem unteren Rand von Fensterscheiben oder auf der Dichtfuge zwischen Glas und Rahmen von Fenstern auf. Die Randbereiche von Isolierglasscheiben sind bei gedämmten Wohngebäuden, in denen keine anderen, dominierenden Wärmebrücken vorhanden sind, oft die kältesten Flächen im Raum, an denen sich die Luftfeuchtigkeit zuerst niederschlägt. Eine Ausnahme bilden Fenster, die einen deutlich niedrigeren Wärmeleitkoeffizient aufweisen als die umschließende Außenwand. In diesem Fall wird sich das Tauwasser an anderen Bauteilen mit einer geringeren Temperatur als der Innenluft, wie z. B. den kältesten Oberflächen der Wände, niederschlagen, ohne dass der Nutzer zuvor durch Kondensat an den Fenstern einen Hinweis auf erhöhte Luftfeuchtigkeitswerte erhalten würde. Das Kondensat entsteht dann typischerweise zunächst an Fensterlaibungen oder weniger belüfteten Bereichen wie z. B. in Raumecken oder hinter Möbeln, die ohne Abstand an der Außenwand stehen. Wenn die Wände nicht in der Lage sind, das Kondensat umgehend aufzunehmen und kapillar nach außen fortzuleiten, besteht die Gefahr der Schimmelbildung.
In der Küche sowie in Feuchträumen ist die Bildung von Kondensat oft nicht zu vermeiden. Jedoch sollten die Wassertröpfchen einige Stunden nach dem Kochen, Baden oder Trocknen von Wäsche wieder verdunstet sein. Ist dies nicht der Fall, muss häufiger gelüftet werden, um langfristigen Bauschäden und Schimmelbildung vorzubeugen.
Zur Verringerung der Luftfeuchte ist sowohl kurzes, intensives als auch konstantes Lüften geeignet, wenn folgende Bedingungen erfüllt sind:
- Der Taupunkt der Außenluft ist niedriger als der Taupunkt der Innenluft. Dies ist üblicherweise der Fall, wenn es draußen kälter ist als innen. Im Sommer können sich bei sehr warmem, schwülen Wetter die Verhältnisse umkehren. Die Fenster und insbesondere die Lüftungsöffnungen zum Keller sollten dann geschlossen gehalten werden, damit die warme, feuchte Außenluft nicht zu Kondensat auf kalten Innenraumflächen führt.[11]
- Die Lüftung muss kontrolliert erfolgen. Bei kurzer, intensiver Lüftung sollen die Fenster nach einigen Minuten wieder geschlossen werden, da sich die Wirkung der Entfeuchtung drastisch reduziert, nachdem die Raumluft einmal vollständig ausgetauscht wurde. Wird die Lüftung fortgesetzt, kühlen die Oberflächen von Wänden und Fußböden ab, was die weitere Austrocknung der Wände behindert. Bei konstanter Lüftung muss der Luftaustausch so stark reduziert werden, dass sich bei kalten Außentemperaturen und windigem Wetter in unmittelbarer Nähe der Lüftungsöffnungen ein minimaler, gerade eben noch spürbarer Luftzug einstellt.[27]

Wird die komplette Innenraumluft durch kurzzeitiges, weites Öffnen der Fenster einmal ausgetauscht, verringert sich der Feuchtegehalt der Raumluft in einer 90-m²-Wohnung im Winter um etwa ein bis zwei Liter. Ein Vergleich mit den oben genannten Werten zur Feuchtebelastung der Luft zeigt, dass es in einem luftdichten Neubau ohne mechanische Lüftung in der Übergangszeit nötig wäre, 8- bis 15-mal täglich einen kompletten Luftaustausch durchzuführen (wenn die Fenster ansonsten geschlossen bleiben). Demgegenüber kann es bei tiefen Außentemperaturen ausreichen, 4- bis 7-mal täglich für einige Minuten durchzulüften, da die kalte Luft mehr Feuchtigkeit aufnehmen kann.
Da es in der Praxis oft durch das Nutzerverhalten hinsichtlich einer manuellen Lüftung zu Problemen kommt, können folgende konstruktive Hinweise Abhilfe schaffen:
- Im Wandaufbau wird auf Dampfbremsen und sonstige wasserundurchlässige Baumaterialien verzichtet, um zu ermöglichen, dass kondensierende Feuchte kapillar und sorptiv nach außen abgeleitet werden kann. Besonders traditionelle mineralische und natürliche Baustoffe sind bei entsprechendem Wandaufbau in der Lage, auch größere Mengen Feuchtigkeit sorptiv aufzunehmen und kapillar nach außen abzuleiten. Durch die Erhöhung des Feuchtegehalts der Außenwand sinkt der Wärmedämmwert der Wand. Der Verlust an Dämmwirkung wird minimiert, wenn die Baustoffe das Kondensat relativ zügig nach außen abführen können. Zur planmäßigen Entstehung von Tauwasser in der Außenwand siehe auch: Innendämmung.
- Es wird eine Lüftungsanlage mit Wärmerückgewinnung installiert. Bei einer fachgerecht geplanten Anlage wird die zum Antrieb der Ventilatoren nötige elektrische Energie bedarfsgerecht ausgelegt, so dass diese Variante trotz höherer Investitionskosten eine wirtschaftlich und technisch sinnvolle Alternative sein kann.

Als Handlungsempfehlung sollte gelten, dass zumindest in der kalten Jahreszeit darauf geachtet wird, ausreichend häufig kurzzeitig zu lüften. In der Übergangszeit sollten die Fenster während der Anwesenheit der Nutzer mehrmals täglich über einen längeren Zeitraum in der Kippstellung belassen werden. Bei gleichzeitigem Heizen der Räume muss der höhere Wärmeverlust durch die vorübergehende „Dauerlüftung“ in Kauf genommen werden. Die Wärmeverluste können begrenzt werden, indem der Fensterflügel nur einen Spalt weit geöffnet wird, statt die volle Kippstellung der Fenster zu nutzen.

## Umweltbedingte Nachteile des Lüftens

### Feuchtigkeitseintrag bei hohen Außentemperaturen
Wenn die Außentemperaturen deutlich höher liegen als die Innenraumtemperatur, so kann die Lüftung zu einer Feuchteanreicherung im Gebäude führen. Im feucht-heißen tropischen Klima ist der Feuchtigkeitsgehalt der Außenluft oft ganzjährig so hoch, dass sich beim Kontakt mit den kühleren Oberflächen des Innenraums Kondensat bildet. Klimaanlagen kühlen zwar das Gebäude ab, trocknen aber gleichzeitig die Innenraumluft.
In gemäßigten und kalten Klimazonen kann es im warmen Halbjahr besonders beim Belüften von ungeheizten Räumen in Massivbauten zur Kondensatbildung kommen.
Betroffen sind überwiegend ungedämmte Kellerräume sowie auch Gebäude sehr massiver Bauweise wie Kirchen und Bunker, bis sich deren Baumasse im Verlauf des Sommers aufgewärmt hat.
Zur Abhilfe kann die Belüftung auf die Nachtstunden beschränkt werden. Eine Lüftungssteuerung, welche die Differenz der Temperaturen oder der Luftfeuchte zwischen Außen- und Innenraum berücksichtigt, kann Kellerräume zuverlässig entfeuchten.

### Schadstoffbelastete Außenluft
Verschiedene Untersuchungen belegen, dass die Außenluft in Städten unter anderem durch Feinstaub, Stickstoffdioxid und Benzol oft unzulässig hoch belastet ist, insbesondere an Hauptverkehrsstraßen.
Bei freier Lüftung oder einfachen Außenwandventilatoren werden die in der Außenluft enthaltenen Schadstoffe oft ungefiltert ins Gebäude geführt. Solange keine tiefgreifende Wende in der Verkehrspolitik zu erwarten ist, kann bereits durch eine einfache Filterung der Zuluft die Feinstaub-Belastung der Außenluft reduziert werden. Aktivkohle-Filter binden auch weitere Schadstoffe. Die Daten von über 500 Messstationen des Umweltbundesamtes sowie von Länderbehörden helfen bei der Einschätzung der Schadstoffbelastung.

## Lüftung während der SARS-CoV-2-Epidemie
Zur Verringerung der Ansteckungsgefahr während der COVID-19-Epidemie wurde vielfach ein ausreichender Luftaustausch empfohlen. Die Technische Regel für Arbeitsstätten (ASR) A3.6 sieht vor, Büroräume stündlich zu lüften und Besprechungs- und Seminarräume alle 20 Minuten. Die nach ASR A3.6 akzeptable CO2-Konzentration von 1000 ppm sollte in Zeiten einer Epidemie unterschritten werden.
Bei freier Lüftung ist die Stoßlüftung mit weit geöffneten Fenstern und idealerweise auch mit zusätzlich geöffneten Türen am effektivsten. Da das Übertragungsrisiko von SARS-CoV-2 über sachgerecht betriebene raumlufttechnische Anlagen (RLT) als gering einzustufen ist, sollten RLT-Anlagen nicht abgeschaltet werden, sondern im Gegenteil die Außenluftzufuhr über die RLT-Anlage erhöht und ein Umluftbetrieb vermieden werden. Ist ein Umluftbetrieb nicht vermeidbar, sollten nach Möglichkeit höhere Filterstufen eingesetzt werden. Umluftgeräte wie Klimageräte, Heizlüfter oder Ventilatoren sind im Allgemeinen nur in Innenräumen mit Einzelbelegung sinnvoll.

## Bauliche Rahmenbedingungen

### Undichte Gebäudehülle in Altbauten
Bevor ab Ende des 20. Jahrhunderts zunehmend Wert auf eine dichte Gebäudehülle gelegt wurde, fand über Fugen in Fenstern und Türen, Schornsteinzüge und Undichtigkeiten der gesamten Baukonstruktion stets ein gewisser Luftwechsel statt (siehe: Fugenlüftung). Wenn die Luftströmung an einer Stelle so groß wurde, dass die Nutzer einen kalten Luftzug spürten, wurde der ursächliche Spalt in der Regel abgedichtet. Der Luftwechsel wurde auf diese Weise auf ein wirksames Minimum reguliert. Eine vollständige Abdichtung des Baukörpers, wie sie heute in Niedrigenergiehäusern üblich ist, hätte das Nachströmen der Verbrennungsluft für den Betrieb der früher üblichen Holz- und Kohleöfen und Küchenherde behindert. Zugleich sorgte der Unterdruck des Schornsteinzugs im Winter konstant für einen gewissen Abluftstrom aus den Wohnräumen, auch wenn die Öfen nicht in Betrieb waren.
Wenn in Küche, Bad und Wäschetrockenraum die Entfeuchtung der Innenraumluft über Undichtigkeiten und Kaminzug nicht ausreichte, kam es zur Kondensation an kalten Bereichen der Außenwände. Bei einfach verglasten Fenstern ist die Glasscheibe immer die kälteste Oberfläche im Raum, sodass sich die Luftfeuchtigkeit dort niederschlägt und am Glas herabläuft. Zum Sammeln des Kondensats wurden Fensterbretter bis Mitte des 20. Jahrhunderts meist unter der Tropfkante des Fensterflügels mit einer Rinne versehen. In der vertieften Mitte der Sammelrinne wurde häufig ein Röhrchen eingelassen, um das Kondensat nach außen oder in einen Sammelbehälter zu leiten.
Durch das regelmäßige Entfernen des Kondensats in den Sammelrinnen einfach verglaster Fenster wurde die Raumluft zuverlässig entfeuchtet. An anderen Flächen des Raumes trat somit keine Kondensation mehr auf und die Außenwände blieben trocken. Die Bildung von Schimmel auf den Kittfugen und dem Rahmenholz der Fenster konnte durch gelegentliches Abwischen verhindert werden.

### Modernisierung der Fenster
Der Einbau von modernen, doppelt verglasten und wärmegedämmten Fenstern in ungedämmte Altbauten trägt also auf zwei Arten zur Auffeuchtung der Bausubstanz bei:
- Da die Luftfeuchte nicht mehr am Fenster kondensiert, schlägt sie sich bei mangelnder Lüftung an der gesamten Außenwandfläche nieder. Der Wärmedämmwert der Außenwand sinkt mit steigendem Feuchtegehalt. Je niedriger der Dämmwert, desto niedriger die Temperaturen der inneren Wandoberfläche, wodurch die Kondensation erneut befördert wird. Dieser selbstverstärkende Effekt kann bei bauphysikalisch ungünstigem Wandaufbau zu einer Durchfeuchtung der Außenwände (und gegebenenfalls Dachflächen) führen, die oft erst im Verlauf des folgenden Sommers wieder vollständig austrocknen.
- Moderne Fenster besitzen meist Dichtprofile und sind aufgrund präziser Fertigung und dreifacher Überfalzung sogar nach Entfernung der Dichtlippen noch deutlich luftdichter als traditionell gefertigte Fenster. Früher ergab sich durch die Fugen zwischen Fensterflügel und Fensterrahmen ein konstanter Luftaustausch, durch den jederzeit ein gewisser Anteil der entstehenden Luftfeuchte abgeführt wurde. Da die Menge der ins Gebäude gelangenden kalten Außenluft vom Winddruck abhängig und somit nicht genau kalkulierbar war, wird heute auf eine dichte Gebäudehülle Wert gelegt, sodass der notwendige Luftwechsel durch manuelles Lüften oder eine Lüftungsanlage sichergestellt werden muss.

## Wärmeverlust durch Lüftung
Bei der Lüftung kommt es immer zu einem Wärmeverlust, wenn die Temperatur der Außenluft geringer ist als die Temperatur der Innenluft.
Luft hat annähernd dieselbe spezifische Wärmekapazität wie Bauteile aus Ziegeln oder Beton, nämlich 1,0 kJ/(kg·K). Aufgrund der deutlich geringeren Masse der Luft im Vergleich zu massiven Bauteilen ist die absolute Wärmekapazität der Raumluft jedoch relativ klein. Durch einmaligen Austausch der Raumluft geht nur die geringe Menge der in der Innenraumluft gespeicherten Wärmeenergie verloren. Die zugeführte kalte Außenluft kann von der in den massiven Bauteilen gespeicherten Wärmeenergie rasch wieder aufgewärmt werden. Bei einer konstanten Lüftung mit hohen Luftwechselraten hingegen werden die massiven Bauteile durch die Frischluft abgekühlt und es kommt zu spürbaren Energieverlusten.
Durch eine mechanische Lüftungsanlage mit Wärmerückgewinnung sowie eine anwesenheits- oder aktivitätsbeeinflusste Steuerung von Lüftungs- und Heizungsanlage können die Lüftungswärmeverluste begrenzt werden.
Bei einem Gebäude, das nach den Standards der Energieeinsparverordnung (EnEV) mit Stand 2002 errichtet wurde, betragen die Lüftungswärmeverluste rund ein Drittel der Gesamtverluste.
Bei einem Niedrigenergiehaus (NEH) ohne Kontrollierte Wohnraumlüftung erhöhen sich die Lüftungsverluste auf ca. 45 % der gesamten Wärmeenergieverluste. Durch Lüftungsanlage mit Wärmerückgewinnung lassen sich die Lüftungswärmeverluste um zwei Drittel gegenüber der einfachen Fensterlüftung senken.

## Atmende Wand
Der Begriff der atmenden Wand ist falsch und beruht auf einem Irrtum, da der Durchtritt von Luft bei typischen Aufbauten nicht möglich ist. Einen Beitrag zur Feuchtigkeitsabfuhr kann ein diffusionsoffener Aufbau leisten. Im Allgemeinen muss aber selbst bei diffusionsoffenen Aufbauten der Großteil der Feuchtigkeit aus dem Innenraum in der Regel durch ausreichendes Lüften abgeführt werden, insbesondere aus Feuchträumen, der Bautrocknung oder bei Wasserschadensereignissen.